# Gestas (Schächer)

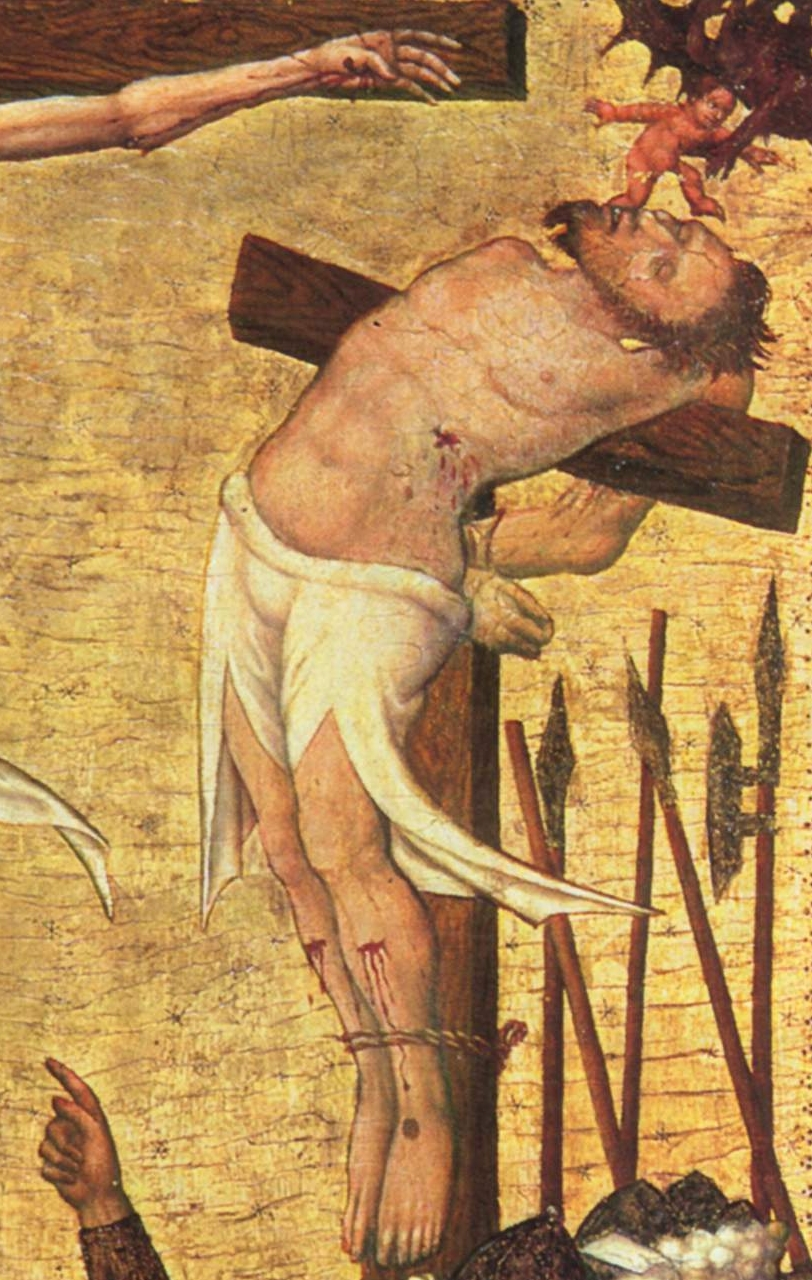
Gestas auf einer Kreuzigungsdarstellung um 1430

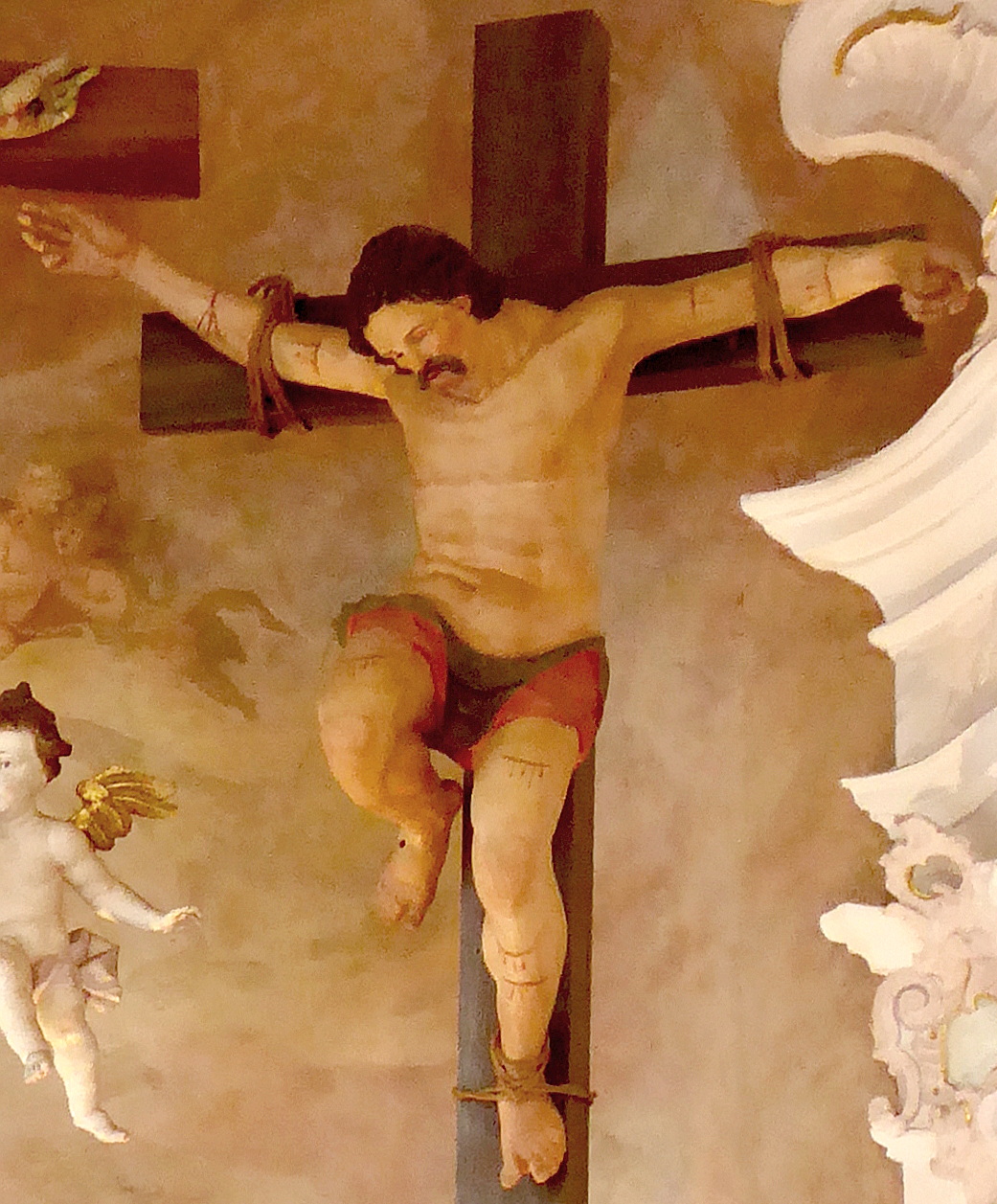
Gestas in der Heilig-Kreuz-Kirche Mindelaltheim

Gestas (auch Gistas,  Gesmas oder Stegas) ist der nachbiblische legendäre Name des unbußfertigen Schächers, der zur Linken des Jesus von Nazaret mit ihm gekreuzigt worden sein soll. Nach der Passionserzählung des Evangelisten Lukas (23,39–43 ) war es dieser, der Jesus verhöhnte, worauf ihn sein Leidensgenosse auf der anderen Seite zurechtwies.
Der Name findet sich zum ersten Mal im Nikodemusevangelium (9, 4), einer apokryphen Schrift aus dem 4. Jahrhundert nach Christus, wo auch der „gute“ Schächer als Dismas benannt wird. In der Legenda aurea kommt er in den unterschiedlichen Formen Gestas, Gesmas und Sesmas vor.